# Нижанковицька селищна рада
Нижанковицька селищна рада — орган місцевого самоврядування у Старосамбірському районі Львівської області. Адміністративний центр — селище міського типу Нижанковичі.

## Загальні відомості
Нижанковицька селищна рада утворена в 1939 році. Територією ради протікає річки Вігор і Залісся.

## Населені пункти
Селищній раді підпорядковані населені пункти:
- смт Нижанковичі

## Склад ради
Рада складається з 16 депутатів та голови.

### Керівний склад попередніх скликань
| ПІБ                            | Основні відомості                                                                                 | Дата обрання | Дата звільнення |
| ------------------------------ | ------------------------------------------------------------------------------------------------- | ------------ | --------------- |
| Ноджак Богдан Іванович         | Селищний голова, 1958 року народження                                                             | 26.03.2006   | 31.10.2010      |
| Смолінський Володимир Осипович | Селищний голова, 1964 року народження, освіта вища, член Всеукраїнського об'єднання «Батьківщина» | 31.10.2010   |                 |

Примітка: таблиця складена за даними джерела